# In the Zone (DVD)
 In the Zone to piąte DVD amerykańskiej piosenkarki muzyki pop Britney Spears, wydane 6 kwietnia 2004 roku.
W USA DVD zajęło pozycję #1 i zostało zcertyfikowane na jedną platynę. We Francji album został zcertyfikowany 8 listopada 2004 roku na platynę, czyli został wysprzedany w ponad 20 tysiącach kopii.

## O DVD

### Wiadomości techniczne
- Lektor: angielski (Dolby Digital 2.0 Surround)

### Materiał
- Koncert Britney na ABC TV:

1. "Toxic"
2. "Breathe on Me"
3. Mix: "Boys"/"I'm a Slave 4 U"
4. "(I Got That) Boom Boom" (featuring Ying Yang Twins)
5. "Everytime"
6. "...Baby One More Time" [Cabaret Version]
7. "Me Against the Music"

- Film MTV: "Me Against the Music" and "(I Got That) Boom Boom" featuring the Ying Yang Twins
- Teledysk "Me Against the Music" featuring Madonna
- Teledysk "Toxic"
- MTV Making the Video: "Toxic"
- "In the Personal Zone" - Nowy wywiad z Britney nagranym na początku 2004 roku.
- Galeria

U.S. Bonus CD
- "Don't Hang Up"
- "The Answer"
- "Toxic" (Lenny Bertoldo Radio Mix)
- "Me Against the Music" (Bloodshy & Avant's Chix Mix)

Europa/Ameryka Łacińska Bonus CD
- "I've Just Begun (Having My Fun)"
- "Girls & Boys"
- "Toxic" (Lenny Bertoldo Radio Mix)
- "Me Against the Music" (Bloodshy & Avant's Chix Mix)

## Pozycje i certyfikaty
| Notowanie                            | Sponsor        | Max. pozycja | Certyfikat | Sprzedaż |
| ------------------------------------ | -------------- | ------------ | ---------- | -------- |
| U.S. Billboard Top Music Video Sales | Billboard/RIAA | 1            | Platyna    | 100,000+ |
| Mexican Music Video Chart            | AMPROFON       | 6            | Złoto      | 10,000+  |